# واریانی
واریانی (به لاتین: Variani) یک منطقهٔ مسکونی در گرجستان است که در Gori Municipality واقع شده‌است.

## خصوصیات
واریانی ۱٬۵۰۰ نفر جمعیت دارد.